# Dr. Dosem's Deputy
Dr. Dosem's Deputy è un cortometraggio muto del 1914 diretto da W.P. Kellino.

## Trama
In ospedale, l'assistente di un medico combina tutta una serie di goffi errori.

## Produzione
Il film fu prodotto dalla EcKo.

## Distribuzione
Distribuito dall'Universal Pictures, il film - un cortometraggio di 139 metri - uscì nelle sale cinematografiche britanniche nel settembre 1914.